# Huqiao
Huqiao (kinesiska: 胡桥, 胡桥乡) är en socken i Kina. Den ligger i provinsen Henan, i den centrala delen av landet, omkring 76 kilometer norr om provinshuvudstaden Zhengzhou. Antalet invånare är 34 709. Befolkningen består av 17 865 kvinnor och 16 844 män. Barn under 15 år utgör 21,0 %, vuxna 15-64 år 66 %, och äldre över 65 år 11,0 %.
Genomsnittlig årsnederbörd är 656 millimeter. Den regnigaste månaden är juli, med i genomsnitt 175 mm nederbörd, och den torraste är januari, med 3 mm nederbörd.